# Melicerita latilaminata
Melicerita latilaminata är en mossdjursart som beskrevs av Rogick 1956. Melicerita latilaminata ingår i släktet Melicerita och familjen Cellariidae. Inga underarter finns listade i Catalogue of Life.